# 貝克 (北達科他州)
貝克（英語：Baker）是位於美國北達科他州本森縣的非建制地區。

## 歷史
貝克的郵局於1912年設立，其後於1976年停運。

## 地理
貝克所處的海拔為高於海平面501米（即1644英呎），而該地所採用的時區為UTC-6，即北美中部时区（CST）。同時該地設有夏令時間，為UTC-6調快一小時，即UTC-5（CDT）。